# Calliphora argentina
Calliphora argentina este o specie de muște din genul Calliphora, familia Calliphoridae. A fost descrisă pentru prima dată de Jacques-Marie-Frangile Bigot în anul 1877. Conform Catalogue of Life specia Calliphora argentina nu are subspecii cunoscute.